# Вятский поход Даниила Щени
Вятский поход Даниила Щени — поход войска великого князя московского Ивана III во главе с воеводой Даниилом Щенёй на Вятскую республику в 1489 году. Результатом похода стала ликвидация вечевой республики и присоединение Вятской земли к централизованному Русскому государству.

## Предыстория
Во второй половине XV века великие князья московские предприняли несколько походов против Вятской республики, которая, дорожа своими вольностями, проводила недружественную по отношению к Москве политику. Ещё во время междоусобной войны 1425—1453 годов она поддержала Юрия Галицкого и его сыновей против Василия II. Вятские ушкуйники продолжали нападения на земли Великого княжества Московского. Предвидя военный конфликт, вятчане построили Хлыновский кремль и укрепили существующие крепости Котельнич, Никулицын, Орлов и другие. На фоне русско-казанских войн в Москве боялись попадания Вятской земли в орбиту Казанского ханства и начали действовать на упреждение. Однако несмотря на превосходящие военные силы Московское великое княжество испытывало трудности в подчинении удалённой Вятской земли.
В 1457—1458 годах поход на Вятку совершило войско во главе с воеводой Иваном Ивановичем Ряполовским, которое осадило Хлынов, но было вынуждено отступить. В 1459 году был предпринят новый поход во главе с Иваном Юрьевичем Патрикеевым. Этот поход был успешней: были взяты Орлов и Котельнич, а Хлынов после продолжительной осады «бил челом» великому князю. Однако подчинение оказалось лукавым. Набеги вятских людей на северные волости Великого княжества Московского через несколько лет возобновились. Даже временное содействие московскому войску в борьбе с Казанью и Большой Ордой не пресекло эти набеги, а статус Вятской республики оставался неопределённым. Наконец, после победоносной войны против Казани Иван III занялся вятским вопросом. В 1488 году московское войско охраняло Великий Устюг от предполагаемого вятского набега, а в 1489 году был предпринят решающий поход на Вятку.

## Поход
Во главе войска, отправленного против Вятской земли, в качестве воеводы большего полка стоял Даниил Васильевич Щеня Патрикеев. Вторым по значимости в должности воеводы передового полка был Григорий Васильевич Поплева Морозов. Всего рать состояла из четырёх полков — большого, передового, правой руки и левой руки. Отряды среднерусских городов выступили в поход на конях, тогда как ополчение северорусских городов образовывало судовую рать. Также в войске был казанский отряд князя Урака из 700 воинов. В целом великокняжеское войско насчитывало по данным разных летописей от 64 до 72 тысяч воинов, хотя эти цифры могут быть преувеличенными. К войску также присоединилась резервная рать князя Бориса Ивановича Горбатого-Шуйского.
Судовая рать под началом Ивана Ивановича Салтыка Травина 24 июля подошла к Котельничу и внезапным нападением взяла его. Затем она снова соединилась с конным войском, которое подошло к Хлынову 16 августа 1489 года. Осада началась с переговоров. Вятчане выражали готовность служить великому князю и уплатить дань. Однако Щеня потребовал поголовной присяги вятчан великому князю и выдачи трёх наиболее одиозных с точки зрения Москвы вятских крамольников — Ивана Аникиева, Пахома Лазарева и Павла Багадайщикова. Вятское вече несколько дней обсуждало эти требования и в конечном итоге решило их отвергнуть. Тогда Щеня приступил к приготовлению примёта, чтобы поджечь городские стены. Испугавшись пожара, вятчане всё же согласились исполнить требования великого князя. Аникеев, Лазарев и Багадайщиков были выданы Щене, закованы в железо, доставлены в Москву и там, после битья кнутом, были повешены по приказу Ивана III.
Жители города были приведены к крестному целованию великому князю. Высшую знать Иван III, как и в случае с Новгородом, выселил из города, дав ей земельные наделы в Боровске и Кременце. Находившиеся в Вятке удмуртские князья были отпущены восвояси. В результате похода Вятская земля стала составной частью Русского государства, что, в свою очередь, стало предпосылкой для русского освоения Урала и Сибири.

## След в культуре
Вятскому походу Даниила Щени посвящена историческая повесть «Москва слезам не верит» Даниила Мордовцева (1885 год).